# Juan Calvete de Estrella
Juan Cristóbal Calvete de Estrella, gelatiniseerd Joannes Christophorus Calvetus Stella (Sariñena, ca. 1510 – Salamanca, 14 februari 1593) was een Spaans humanist, historicus en dichter van de renaissance. Hij was preceptor van Filips II van Spanje en liet een kleurrijk verslag na van diens inhuldigingsreis in 1548-1550. Naast kronieken over Spaans Amerika schreef hij ook Neolatijnse lofredes voor keizer Karel V, kardinaal Diego Espinosa y Arévalo en hertog Fernando Álvarez de Toledo.

## Leven
De vader van Calvete was een barbier-chirurgijn uit een hidalgofamilie, wellicht afkomstig uit Estella in Navarra. Zijn moeder kwam uit het Catalaanse Sabadell, waar het gezin naartoe verhuisde tijdens zijn kleuterjaren. Hij werd baccalaureus in de artes aan de Universiteit van Salamanca en onderhield zich met humanistische geleerden. Het grootste deel van zijn leven zou hij in Salamanca wonen, hij trouwde er in 1538 met Ana Vaca de Villarruel.
Op voorspraak van grootmajordomus Juan de Zúñiga Avellaneda y Velasco kreeg Calvete in januari 1541 een functie aan het Castiliaanse hof van keizer Karel V: hij werd maestro de pajes en moest dus de pages van prins Filips onderwijzen. Omdat de keizer niet tevreden was over de vorderingen van zijn zoon in de Latijnse les van Juan Martínez Silíceo, vroeg hij Zúñiga een nieuwe leraar grammatica aan te stellen. Dat werd Calvete, die meteen Zúñiga verving als preceptor van Filips. Hij onderwees de prins gezamenlijk met de pages, onder wie Zúñiga's zoon Luis de Requesens. Ook verdubbelde hij de prinselijke bibliotheek door 140 boeken aan te kopen.
In 1542 ondernam de keizer een reis om Filips voor te stellen in de Spaanse koninkrijken. Calvete ging mee en leerde de prins over de verschillende talen, culturen en geschiedenissen van zijn toekomstige onderdanen. Hij was zelf bereisd en had een kosmopolitische instelling. Na de verloving van Filips in 1545 stopten de lessen, maar Calvete bleef nog pagemeester aan het hof tot 1556.
1549 was een belangrijk jaar voor de Habsburgse monarchie omdat Filips officieel werd aangesteld als erfprins. In het gezelschap van zijn vader maakte hij een inhuldigingsreis door Italië, Duitsland en de Nederlanden, waar hen telkens een schitterende blijde inkomst te beurt viel. Calvete was toeschouwer bij deze feesten en toernooien, waarvan hij een rijke beschrijving gaf in El felicíssimo viaje del Príncipe Don Phelipe (1552). Hij bleef tot 1555 in de Nederlanden en was er onder meer bevriend met Nicolaus Grudius.
Zijn eerste grote werk, De Aphrodisio expugnato, verscheen in 1551 te Antwerpen. In opdracht van de keizer verzorgde Calvete in 1553 de uitgave van El Cavallero determinado, naar Le chevalier délibéré van Olivier de La Marche. Karel had zelf de vertaling gemaakt en Hernando de Acuña had haar op verzen gezet. Na de dood van Karel in 1558 was Calvete degene die de katafalk ontwierp voor de uitvaart in Valladolid.
Nadat zijn diensten als meester van de pages niet meer vereist waren, verliet Calvete in 1556 het hof om terug te keren naar Salamanca. De werken die hij daar schreef zouden veelal slechts postuum het licht zien. Vergeefs probeerde hij een benoeming tot koninklijk kroniekschrijver te bekomen. Hij zette zich aan een ambitieuze kroniek over de ontdekking en verovering van Amerika, De rebus Indicis, en wijdde een ander historisch werk aan Cristóbal Vaca de Castro, die ook de protagonist was van het gedicht Vaccaeis. Bisschop Pedro de la Gasca, die in 1547-1550 waarnemend onderkoning van Peru was geweest, vertrouwde Calvete zijn archieven toe om een kroniek te schrijven over zijn bewind en de rebellie van Gonzalo Pizarro.
Ondertussen speurde Calvete voor de bibliotheek van het Escorial naar Griekse manuscripten. In 1584 kwam hij in financiële problemen en zag hij zich gedwongen zijn persoonlijke bibliotheek te verkopen. In 1587 bekwam hij dan toch de lang verbeide benoeming tot Latijns kroniekschrijver van Zijne Majesteit, met een jaarloon van 80.000 maravedís. Een vijftal jaar later overleed hij.

## Geschriften
- Epigrammata, 1533
- Ad divum Caesarem Carolum V de triumphali eius in Hispanias reditu gratulatorius panegyricus, 1535
- Tumulorum liber unus. Elegia. Panegyricus ad Carolum Q. Caesarem. Ode ad eundem. Paraenesis ad Philippum Hispaniae Principem. Matronae facinus et Epigrammata quaedam, ca. 1533-1540
- Libro de re militari, ca. 1541-1545
- De Aphrodisio expugnato, 1551
- El Felicísimo Viaje del muy alto y muy poderoso Príncipe Dom Phelippe, 1552
- Encomium ad Carolum V, 1555
- El túmulo imperial, 1559
- Rebelión de Pizarro en el Perú y vida de D. Pedro Gasca, 1565-1567
- De rebus Vaccae Castri. Liber primus y Vaccaeis, ca. 1565
- De rebus Indicis, ca. 1565-1584
- Munuscula ad Didacum Spinosam, S.R.E. Cardinalem, 1569
- Ad Ferdinandum Aluarum Toletum, Albae Ducem. Encomium, 1573
- Corsica, ca. 1582
- De uersuum genere epitome, 1586

## Uitgaven en vertalingen
- Le très-heureux voyage fait par très-haut et très-puissant prince Don Philippe fils du Grand Empereur Charles-Quint depuis l'Espagne jusqu'à ses domaines de la Basse-Allemagne, vert. Jules Petit, 5 dln., 1873-1884 (herdrukt 2000)
- El felicísimo viaje del muy alto y muy poderoso príncipe don Phelippe, 2001. ISBN 849514669X

## Voetnoten
1. ↑  Geoffrey Parker, Emperor. A New Life of Charles V, 2020, p. 404
2. ↑  Geoffrey Parker, Emperor. A New Life of Charles V, 2020, p. 492

- Biblioteca Nacional de Chile: 000200044
- Biblioteca Nacional de España: XX1222089
- Bibliothèque nationale de France: cb14635580f (data)
- Catàleg d'autoritats de noms i títols de Catalunya: 981058511837206706
- Gemeinsame Normdatei: 100068154
- International Standard Name Identifier: 0000 0001 1777 1854
- Library of Congress Control Number: nr89004901
- Nationale bibliotheek van Australië: 35739573
- Nationale Bibliotheek van Israël: 987007259206505171
- Nederlandse Thesaurus van Auteursnamen: 070967180
- Réseau des bibliothèques de Suisse occidentale: 02-A003070711
- Istituto Centrale per il Catalogo Unico: BVEV034181
- Système universitaire de documentation: 050854550
- Trove: 1065460
- Virtual International Authority File: 100221151
- WorldCat: E39PBJrgP8q369cbWrTtF6Vt8C